# NGC 67A
NGC 67A (друго обозначение – PGC 138159) е елиптична галактика (E5) в съзвездието Андромеда.
Обектът първоначално не влиза в оригиналната редакция на „Нов общ каталог“, а е добавен по-късно.